# Gordonia ovalis
Gordonia ovalis là một loài thực vật có hoa trong họ Theaceae. Loài này được (Korth.) Walp. mô tả khoa học đầu tiên năm 1845.